# Seti (Waschmittel)
Seti war eine Marke des Henkel-Konzerns. Sie bezeichnete ein flüssiges Feinwaschmittel für die Kalt-, Lauwarm- oder Heißwäsche von Wolle, Seide, Perlon und anderen Textilien. Seti wurde 1961 in Deutschland auf den Markt gebracht, jedoch nur wenige Jahre vertrieben.
Seti wurde in einer rosa Plastikweichflasche (300 ml) mit Schraubverschluss abgefüllt angeboten; die Flasche kostete 1,85 DM.

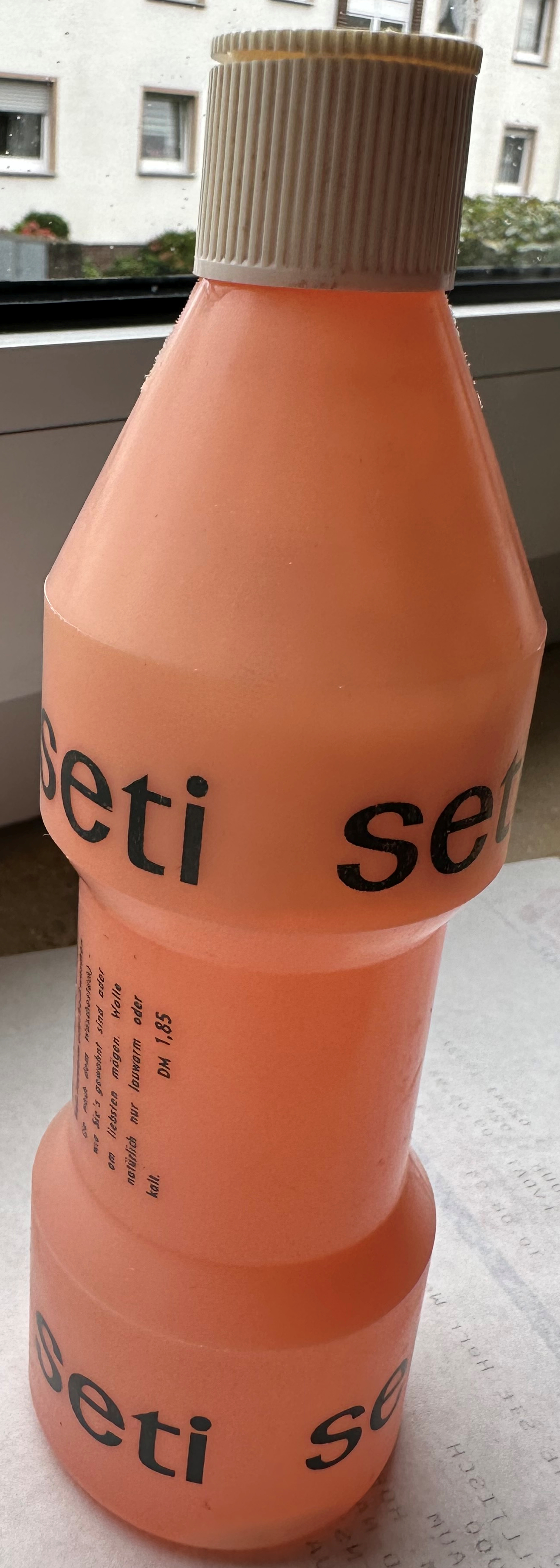
Seti-Waschmittel von Henkel, etwa 1962